# Same Old Love
"Same Old Love" é uma canção da artista musical estadunidense Selena Gomez, contida em seu segundo álbum de estúdio Revival (2015). Foi composta por Charli XCX, Ross Golan, Benny Blanco, Mikkel S. Eriksen e Tor Erik Hermansen, sendo produzida pelos três últimos — com Eriksen e Hermansen sendo creditados como Stargate e Tim Blacksmith e Danny D. servindo como produtores executivos. A sua gravação ocorreu em 2015 nos estúdios Westlake Recording Studios em Los Angeles, Califórnia e Dreamlab Studios em Studio City, Califórnia. Primeiramente divulgada em uma conferência da iHeartRadio realizada em agosto de 2015, a faixa foi lançada através de um áudio publicado no serviço Vevo em 9 de setembro de 2015 e disponibilizada para venda digital no dia seguinte pelas gravadoras Interscope e Polydor, servindo como o segundo single do disco. Foi posteriormente enviada para rádios mainstream e rhythmic estadunidenses, e promovida com uma série de remixes, incluindo um oficial com o rapper compatriota Fetty Wap.
De acordo com Gomez, "Same Old Love" é uma representação de vários estágios de diferentes relacionamentos e também é inspirada por sua relação com seu pai. Uma canção amorosa e sentimental, é derivada dos gêneros electropop e synthpop com influências do snap, do trap e do jazz, sendo apoiada por um loop de piano simples e instável, uma batida de estalar de dedos e sintetizadores do Italo disco. A artista utiliza um tom atipicamente forte e emotivo, acompanhada por XCX nos vocais de apoio. Seu conteúdo lírico age como um ataque à conturbada vida amorosa da cantora, lamentando especificamente sobre um jogo do amor em um relacionamento romântico entediante, e seu posterior término. A obra recebeu análises positivas de críticos musicais, que elogiaram sua melodia cativante e seu som discreto e temperamental. Em termos comerciais, tornou-se a quarta canção de Gomez a listar-se nas dez primeiras posições da Billboard Hot 100, onde atingiu a quinta posição como pico, e sua segunda a culminar na genérica Pop Songs, e obteve as quarenta melhores colocações em outras tabelas.
O vídeo musical correspondente foi dirigido por Michael Haussman e filmado no Distrito do Teatro da Broadway em Los Angeles entre 15 e 16 de setembro de 2015. Inspirado pelo cantor Tony Bennett e pelas relações da artista com seus amados e seus fãs, o trabalho foi primeiramente lançado de forma exclusiva no serviço de streaming Apple Music em 22 do mesmo mês, sendo postado na Vevo da intérprete duas semanas depois. As sequências retratam Gomez assistindo a várias cenas dramáticas entre casais nas ruas de Los Angeles através de um carro. Após sair do veículo, ela continua a testemunhar tais atos e chega ao seu local de destino, onde apresenta a canção para um público, representado por seus admiradores. O projeto foi bem recebido por críticos, que o descreveram como "sensual" e elogiaram a presença dos fãs da estadunidense. Além de ter sido apresentada por Gomez em vários programas televisivos como The Ellen DeGeneres Show e Today e nos American Music Awards de 2015, "Same Old Love" foi incluída no jogo eletrônico Just Dance 2016 e regravada por alguns artistas.

## Antecedentes e lançamento
Eu acho que 'Same Old Love' representa um tipo diferente de identidade com amor. As primeiras pessoas que você ama em sua vida são seus pais. Então, para mim, o meu pai é a primeira figura masculina que eu tive na minha vida. E o quanto isso significa respeitar seus pais e ter um relacionamento saudável com eles porque eles trilham em seus relacionamentos quando você está mais velho.

—Interpretação de "Same Old Love" feita pela artista.
"Same Old Love" foi originalmente concebida pela cantora inglesa Charli XCX e a equipe sueca de produção Stargate, formada por Tor Erik Hermansen e Mikkel S. Eriksen. Durante uma sessão de gravação para o segundo álbum de estúdio de Gomez, Revival (2015), Hermansen e Eriksen apresentaram a canção para a artista, que aceitou e posteriormente gravou-a. XCX não estava presente na sessão, porém sua equipe participou de todo o processo de gravação da faixa. O produto final apresentou composição adicional de Ross Golan e Benny Blanco, que a produziu com Stargate.
Fã da música de XCX, Gomez atraiu-se pela canção rapidamente e citou uma conexão emocional com suas letras. Ela acreditou que "Same Old Love" representou sua tensa relação com seu pai e como tal refletiu em seus subsequentes relacionamentos românticos, explicando: "Eu acho que foi onde tudo começou, e todas as ações que aconteceram são quase semelhantes ao que eu passei". A gravação da faixa ocorreu nos estúdios Westlake Recording Studios em Los Angeles, Califórnia e Dreamlab Studios em Studio City, Califórnia, sob a produção executiva de Tim Blacksmith e Danny D. A composição foi inicialmente oferecida para o oitavo álbum de estúdio da barbadense Rihanna, Anti que postou a linha "Estou cansada desse amor de sempre", presente no refrão da faixa, em junho de 2014 no Twitter. Um trecho de 15 segundos da demo gravada por Rihanna vazou na Internet anos depois, em maio de 2018.
"Same Old Love" foi primeiramente revelada e anunciada como o segundo single de Revival em 5 de agosto de 2015 durante uma conferência feita pela iHeartMedia na qual gravadoras mostraram prévias dos futuros materiais de seus artistas para representantes de estações radiofônicas. Em 4 do mês seguinte, ela divulgou um trecho da progressão harmônica de piano que inicia a canção através de seu Instagram. A obra foi lançada online na plataforma de vídeos Vevo em 9 de setembro de 2015 e disponibilizada para download digital no dia seguinte através das gravadoras Interscope e Polydor como uma faixa grátis para aqueles que adquirissem o álbum resultante na pré-venda. Nos Estados Unidos, foi enviada para rádios mainstream e rhythmic em 6 e 23 de outubro, respectivamente. Um conjunto de três remixes foi comercializado em 20 de novembro de 2015, dia no qual a faixa também foi enviada para estações mainstream italianas. Em 5 de janeiro de 2016, um remix feito por Grey foi distribuído em territórios estadunidense e britânico; três dias depois, um oficial apresentando duas estrofes do rapper Fetty Wap no início e perto do final da faixa e oito novos versos foi disponibilizado digitalmente, sendo bem recebido por revistas como Complex, Rolling Stone, XXL e The Fader.

## Composição
Uma canção amorosa e sentimental, "Same Old Love" é musicalmente derivada dos gêneros electropop e  synthpop, apresentando elementos dos gêneros jazz, snap e trap. De acordo com a partitura publicada pela Sony/ATV Music Publishing no Musicnotes.com, a obra foi composta na assinatura de tempo comum e escrita no tom de si menor, com um ritmo moderado que varia entre 96 e 100 batidas por minuto. Seus versos são resignados e contêm um som singular dos anos 1960, apoiada por um loop de piano simples e instável, uma batida de estalar de dedos e sintetizadores do Italo disco. Na primeira estrofe, o loop alterna-se entre duas sequências: uma formada por si menor e lá maior e outra por mi menor e ré maior, enquanto na segunda estrofe muda para a progressão harmônica constituída por si menor, mi menor e fá sustenido maior. Uma linha do baixo se encaixa no refrão, pertencente a um som mais dance, com uma sequência de quatro acordes formadas por si menor, sol maior, mi menor e lá maior. Usando um tom atipicamente forte e emotivo e uma entrega vocal rouca, Gomez interpreta o gancho "Estou cansada desse amor de sempre / Essa porcaria acaba comigo / Estou cansada desse amor de sempre / Meu corpo não aguenta mais". Ao final do refrão, XCX acompanha-a proeminentemente com vocais de apoio corajosos, proferindo os sons "Oh, oh, oh'". Os vocais da artista abrangem-se entre as notas de lá maior3 e dó sustenido maior5.
As letras da faixa agem como uma ataque à conturbada vida amorosa de Gomez, lamentando especificamente sobre um jogo do amor em um relacionamento romântico entediante, e seu posterior término. O conteúdo também expressa um senso de maturidade, como nos versos "Pode pegar suas coisas e ir embora / Você não pode retirar o que disse" e "Não vou perder tempo / Desperdiçando a noite com você". Várias publicações interpretaram que as letras tratavam da relação da artista com seu ex-namorado Justin Bieber. Jaclyn Anglis da Bustle escreveu que "talvez esta seja a maneira dela de dizer à imprensa que está oficialmente cansada de falar — e de cantar — sobre seu ex". Amanda Petruisch do The New Yorker opinou: "A exasperação de Gomez não parece ser indesejável: desculpas, deliberadamente promulgadas, podem parecer mercenárias e falsas". A vocalista, no entanto, disse que as letras são uma representação de vários estágios de relações diferentes e tratam de como se livrar das coisas tóxicas em sua vida. Em entrevista à página Refinery29, ela explicou:
| “ | Você pode tentar mexer nas coisas e consertá-las, mas ao final do dia, você tem que aceitar o que está na sua frente, e que isso às vezes é algo difícil de ser feito. Eu acho que existem pessoas que estiveram na minha vida que são sensacionais. Até aqueles com quem namorei foram assim. É parte do amadurecimento. | ” |

## Crítica profissional
Escrevendo para a Rolling Stone, Joe Levy sugeriu que "Same Old Love" e "Good for You" podem "esculpir um papel [para Gomez] como uma cantora pop sentimental", descrevendo-as como "temperamentais e grudentas sem serem óbvias". Joe Coscarelli do The New York Times escreveu que, ao contrário da segunda citada, a canção era a "escolha mais óbvia para ser lançada como single". Nolan Feeney da revista Time disse que "esta não é uma música pop de sempre". Emily Mackay do jornal The Observer achou o som discreto do tema como o "mais surpreendente [em toda a canção] (...) apesar dos compositores fabricantes de sucesso", descrevendo tal parceria como vencedora. Kevin O'Donnell da Entertainment Weekly considerou que "a abordagem simples [da canção] brilha". Tim Sendra do portal Allmusic elogiou seu som "sofisticado e atrevido" e opinou que havia sido feito "um bom trabalho" com o desvio de uma fórmula que sentiu ser comum na música de Gomez. Allan Raible da ABC News declarou que a faixa "fica melhor a cada ouvida repetida" e prezou o "nível convincente de sinceridade" da intérprete.
Posicionando a canção na 41ª colocação entre as 50 melhores de 2015, Chris DeVille do portal Stereogum descreveu-a como "a melhor canção de 2015 [no estilo] de Gwen Stefani". Periodista do USA Today, Elysa Garnder viu a obra como "nítida porém genérica". Dave Hanratty da Drowned in Sound achou a música envolvente mas criticou XCX por "[dominá-la] inteiramente", adjetivando-a de uma sobra de Sucker, lançado em 2014 pela inglesa. Semelhantemente, Sal Cinquemani da Slant Magazine sentiu falta de originalidade no número, notando que ele foi "dominando pela presença inconfundível de Charli XCX". Colunista do Los Angeles Times, Mikael Wood escreveu que "Same Old Love" era um "empréstimo ousado" da música de XCX. Por outro lado, Michael Cragg do jornal The Guardian avaliou: "Independente de sua história, e de quem pode estar cantando-a ou não, 'Same Old Love' é ridicularmente grudenta e estranhamente brutal".

## Vídeo musical

### Desenvolvimento e lançamento
O vídeo musical de "Same Old Love" foi dirigido por Michael Haussman e filmado no Distrito do Teatro da Broadway em Los Angeles. As gravações ocorreram durante as noites de 15 e 16 de setembro de 2015. De acordo com Gomez, o conceito da gravação era retratar sua interpretação das letras da música: uma representação de vários estágios de diferentes relacionamentos. Por esta razão, ela queria que Hausmann traduzisse a emoção e a cinematografia em um enredo fluido. Falando sobre a inspiração do trabalho, o diretor explicou: "Acho que aquela interpretação [da artista] é meio que ver isso e toda a humanidade e se sentir tipo, 'OK, não sou o único'". Inicialmente, ela havia planejado gravar as cenas da cantora inteiramente em um carro, mas sentiu que isso iria desconectar-se da interpretação da faixa feita pela vocalista e teve o cantor Tony Bennett como inspiração, conhecido por andar até o local de seus shows.
Gomez convidou oitocentos fãs ao distrito do Palace Theater para o "Revival Event", um evento especial em divulgação ao disco no qual eles foram surpreendidos ao também serem escolhidos para a cena final do vídeo, onde a artista interpreta a canção. Ela queria que esta sequência representasse o que a inspira e a motiva em sua vida. Em entrevista para a Billboard, a musicista explicou: "A prioridade principal quando se trata de qualquer coisa que faço são meus fãs. (...) Nós queríamos que esse final fosse muito legal e interativo de alguma maneira". Haussman havia planejado omitir as cenas com os fãs e usá-las como um vídeo bônus, mas gostou da forma de como elas apareceram no final. As reações do público foram filmadas um dia após a apresentação de Gomez, para que o diretor pudesse filmar a cantora de perto sem obstruir a visão. Ele usou uma cortina de paetês para lembrar a tomada do carro molhado pela chuva. O diretor havia começado a editar o vídeo mas teve de viajar para a Europa, completando o produto final nos Estados Unidos. A gravação foi lançada exclusivamente no serviço de streaming Apple Music em 22 de setembro de 2015. Ficou disponível na plataforma por duas semanas, até 7 de outubro de 2015, quando foi divulgada na conta de Gomez na Vevo.

### Sinopse

Uma das cenas finais do vídeo, onde Gomez, depois de chegar a um teatro, interpreta a canção para um público de oitocentos fãs.

O vídeo começa com Gomez deixando um hotel, usando um vestido preto por baixo de um suéter de marfim grande; nesta sequência, são alternadas as palavras "Same Old Love", "Selena Gomez" e "In". Ela entra na parte traseira de um carro preto, e a canção se inicia. Passando pelas ruas de Los Angeles, a cantora olha para fora de uma janela do carro, que está molhada pela chuva, e testemunha várias cenas públicas, como uma mãe angustiada e seu filho, um homem enfurecido dando vazão a sua raiva, e um casal se beijando.
O veículo para em um teatro, de onde Gomez entra em uma boate para despistar os paparazzi e sua equipe, que se preocupa com seu desaparecimento repentino. Ela caminha nas ruas perto do local, onde assiste a outras tomadas públicas: um casal gay e seu filho, uma filha vendo o seu aquário perto de seu pai sonolento, e um casal passeado de skate. Aparentemente inspirada pelas cenas, ela corre até o teatro para fazer um show. A vocalista surge no palco após uma cortina se elevar, sendo recebida por centenas de fãs. A gravação termina com Gomez cantando o resto da canção para o público.

### Recepção
Karen Mizouguchi da revista People escreveu que "[o título é] 'Same Old Love' mas esta definitivamente não é a 'garota de sempre'", concluindo: "As duas carreiras de Gomez [cinematográfica e artística] se juntam conforme um pouco da velha mágica dos filmes de Hollywood e sua voz sensual fazem para um vídeo glamoroso". Madeline Roth da MTV News definiu-o como "sensual" e "sofisticado" e destacou seus temas do glamour de Hollywood e suspense. Lynsey Eidell da publicação Glamour comentou: "O vídeo de 'Same Old Love' continua a mostrar o lado sofisticado e sensual de Gomez — mas surge também com uma história de fundo bastante impressionante". Colin Stuts da Billboard sentiu que o trabalho foi inspirado por "todo o amor e mágoa do mundo", enquanto Kelsey Glein da InStyle elogiou o estilo "emocional" e "temperamental" do projeto, bem como a aparição "simplesmente impressionante" da cantora. Zach Dionne da Fuse TV opinou que o vídeo musical mostrou Gomez "em uma nova luz". Alyssa Bailey da Elle viu-o como "um olhar bonito, solitário e vagamente [semelhante à] 'Lucky' de Britney Spears no mundo de uma estrela pop". Em 12 de janeiro de 2016, o vídeo ultrapassou cem milhões de visualizações na Vevo, sendo o 12º da estadunidense a atingir tal feito e fazendo dela o oitavo ato com o maior número de gravações a atingir a marca.

## Divulgação e outras versões
A primeira performance de "Same Old Love" ocorreu durante o "Revival Event", onde além de ter interpretado esta e "Good for You", Gomez gravou parte do vídeo musical, revelou uma prévia do mesmo e mostrou um trecho de "Revival", faixa homônima do disco. A primeira apresentação televisionada, no entanto, foi feita na edição de 9 de outubro de 2015 do programa The Ellen DeGeneres Show. Três dias depois, a artista cantou-a no Today, juntamente com "Good for You" e uma mistura de "Come & Get It" e "Me & the Rhythm". Em 14 do mesmo mês, ela a apresentou no The Tonight Show Starring Jimmy Fallon. A vocalista veio a interpretá-la exatamente um mês depois, na maratona de caridade britânica Children in Need, transmitida pela BBC. Em 22 de novembro de 2015, Gomez apresentou "Same Old Love" nos American Music Awards rodeada por vários dançarinos de smoking em um palco com tema de cabaré, que teve também uma escada iluminada e uma bola de discoteca. A Billboard selecionou-a como uma das melhores da noite e escreveu que a performance "ofereceu o melhor colírio para os olhos da noite", enquanto a Entertainment Weekly avaliou que a intérprete "entregou o que pode ter sido a apresentação mais sensual da noite" e Brittany Spanos da Rolling Stone adjetivou-a de "elegante".
A composição foi incluída no repertório da cantora no festival Jingle Ball 2015 feito em dezembro daquele ano, no qual interpretou "Same Old Love", "Hands to Myself", "Love You Like a Love Song" e "Kill Em with Kindness". Dias depois, uma nova apresentação foi feita no evento anual Women in Music feito pela Billboard, no qual a musicista recebeu o troféu de Chart Topper. Neste, foi acompanhada por um conjunto de instrumentistas de cordas e um piano. Em 23 de janeiro de 2016, juntamente com Chris Stapleton, a estadunidense serviu como convidada musical do programa humorístico Saturday Night Live, apresentado pela lutadora Ronda Rousey; na ocasião, ela interpretou uma mistura formada pela primeira citada e "Good for You", executando também um trecho de "Come & Get It" e fazendo a primeira performance ao vivo de "Hands to Myself". Em 22 de outubro de 2015, Sam Tsui, Alyson Stoner e Kurt Schneider lançaram um vídeo coreografado em apenas uma tomada apresentando uma regravação da faixa, que também foi incluída no jogo eletrônico Just Dance 2016.

## Faixas e formatos
Quatro versões de "Same Old Love" foram lançadas, todas no formato digital. A primeira delas apresenta apenas a faixa, enquanto a segunda apresenta quatro remixes. A terceira apresenta um remix produzido por Grey, e a quarta é um remix contando com a participação do rapper Fetty Wap.
| Download digital |                 |         |  |
| N.º              | Título          | Duração |  |
| 1.               | "Same Old Love" | 3:49    |  |

| Conjunto de remixes |                                               |         |  |
| N.º                 | Título                                        | Duração |  |
| 1.                  | "Same Old Love" (Borgore Remix) (com Borgore) | 4:16    |  |
| 2.                  | "Same Old Love" (Filous Remix)                | 4:16    |  |
| 3.                  | "Same Old Love" (Wuki Remix)                  | 4:39    |  |
| 4.                  | "Same Old Love" (Romos Remix)                 | 4:59    |  |

| Download digital (Grey Remix) |                              |         |  |
| N.º                           | Título                       | Duração |  |
| 1.                            | "Same Old Love" (Grey Remix) | 2:52    |  |

| Download digital (Remix com Fetty Wap) |                                         |         |  |
| N.º                                    | Título                                  | Duração |  |
| 1.                                     | "Same Old Love" (remix) (com Fetty Wap) | 3:24    |  |

## Créditos
Todo o processo de elaboração de "Same Old Love" atribui os seguintes créditos:
Gravação
- Canção e vocais gravados em 2015 nos Westlake Recording Studios (Los Angeles, Califórnia) e Dreamlab Studios (Studio City, Califórnia)
- Mixada nos Mixsuite UK/LA
- Masterizada nos Sterling Sound (Nova Iorque)
- Engenharia de vocais feita nos Westlake Recording Studios (Los Angeles, Califórnia) e Dreamlab Studios (Studio City, Califórnia)

Publicação
- Publicada pela EMI April Music (ASCAP) em nome da EMI Music Publishing LTD (PRS), Matza Ballzack Music/Where Da Kasz at — administradas pela Universal Music Publishing (BMI), Stellar Songs Ltd., Sony/ATV (SESAC), Warner-Tamerlane Publishing  Corp. (BMI) e Back in Djibouti (BMI)
- Todos os direitos pertencem à Back in Djbouti (BMI), administrada pela Warner-Tamerlane Publishing Corp. (BMI)

Produção
| - Selena Gomez: vocalista principal - Stargate: composição, produção, instrumentação, programação - Benny Blanco: composição, produção - Charlotte Aitichison: composição, vocalista de apoio - Ross Golan: composição - Tim Blacksmith: produção executiva - Danny D.: produção executiva - Andrew Luftman: coordenação de produção - Zvi Edelman: coordenação de produção - Astrid Taylor: coordenação de produção | - Seif Hussain: coordenação de produção - Chris Scalfani: gravação, engenharia vocal - Rob Ellmore: gravação, engenharia vocal - Blake Mares: assistência de engenharia vocal - Simon French: assistência de engenharia vocal - Mark "Spike" Stent: mixagem - Matty Green: assistência de mixagem - Geoff Swan: assistência de mixagem - Chris Gehringer: masterização |

## Desempenho nas tabelas musicais
Nos Estados Unidos, "Same Old Love" debutou na posição 43 da Billboard Hot 100, durante a semana referente a 3 de outubro de 2015, sendo a maior estreia da semana. Após ser apresentada nos American Music Awards, subiu da 13ª colocação para a 11ª com 81 mil unidades digitais vendidas — um aumento de 74% nas vendas em relação à edição anterior. Segundo a Billboard, esta foi a canção apresentada na cerimônia que obteve o maior crescimento em vendas. Na edição de 2 de janeiro de 2016, a composição subiu para o quinto, sendo a quarta de Gomez a listar-se nas dez primeiras da tabela e tornando Revival seu primeiro álbum a ter mais de um single nos dez melhores empregos. Tornou-se também o segundo número um da artista na Pop Songs, e atingiu os postos de número 7, 19 e 31 nas genéricas Adult Pop Songs, Adult Contemporary e Latin Pop Songs, respectivamente. Posteriormente, recebeu uma certificação de platina dupla pela Recording Industry Association of America (RIAA) devido às vendas equivalentes de dois milhões de cópias vendidas nos Estados Unidos, comercializando 1.5 milhões de unidades digitais no território até maio de 2017, segundo a Nielsen Music, sendo a quinta mais vendida da cantora no país, incluindo seus trabalhos com a banda The Scene. De acordo com a Billboard, é o segundo maior sucesso de Gomez no país, apenas atrás de "Good for You".
No Canadá, "Same Old Love" estreou na 36ª ocupação da Canadian Hot 100 na semana referente a 3 de outubro de 2015. Depois de treze atualizações, moveu-se para a sexta posição, tendo sido certificada como platina dupla pela Music Canada devido às mais de 160 mil unidades vendidas. Na Austrália, debutou no 42º posto dos ARIA Charts na semana de 27 de setembro de 2015, alcançando um pico no número 33. Na Nova Zelândia, atingiu a vice-liderança dos NZ Top 10 Heatseekers Singles, extensão da tabela de singles que compila as dez músicas que não conseguiram entrar no periódico principal, e recebeu um certificado de ouro da Recorded Music NZ (RMNZ), denotando vendas de 7 mil e 500 cópias. No Reino Unido, atingiu a 81ª posição como melhor na UK Singles Chart, onde permaneceu por cinco edições. Em outros lugares, a faixa obteve as quarenta melhores colocações, como nas tabelas belgas Ultratip das regiões de Flandres e da Valônia, na Dinamarca — onde foi certificada como platina pela IFPI Dinamarca com 60 mil exemplares comercializados —, na Eslováquia, na Finlândia na Hungria, na parada mexicana México Airplay, na Noruega, na Polônia — com a Związek Producentów Audio Video (ZPAV) certificando-a como platina pelas 20 mil unidades vendidas —, na República Checa e na Suécia, onde recebeu uma certificação de platina da Grammofon Leverantörernas Förening (GLF), devido às 20 mil cópias exportadas.
| Tabela musical (2015–16)                               | Melhor posição |
| ------------------------------------------------------ | -------------- |
| Alemanha (Media Control Charts)                        | 56             |
| Austrália (ARIA Charts)                                | 33             |
| Áustria (Ö3 Austria Top 40)                            | 66             |
| Bélgica (Ultratip de Flandres)                         | 5              |
| Bélgica (Ultratip da Valônia)                          | 8              |
| Canadá (Canadian Hot 100)                              | 6              |
| Dinamarca (Tracklisten)                                | 23             |
| Escócia (The Official Charts Company)                  | 66             |
| Eslováquia (IFPI Slovenská Republika)                  | 29             |
| Espanha (Productores de Música de España)              | 49             |
| Estados Unidos (Billboard Hot 100)                     | 5              |
| Estados Unidos (Pop Songs)                             | 1              |
| Estados Unidos (Adult Pop Songs)                       | 7              |
| Estados Unidos (Billboard)                             | 19             |
| Estados Unidos (Latin Pop Songs)                       | 31             |
| Finlândia (IFPI Finlândia)                             | 28             |
| França (Syndicat National de l'Édition Phonographique) | 26             |
| Hungria (Magyar Hanglemezkiadók Szövetsége)            | 33             |
| Irlanda (Irish Recorded Music Association)             | 72             |
| Itália (Federazione Industria Musicale Italiana)       | 49             |
| México (México Airplay)                                | 23             |
| Noruega (VG-lista)                                     | 37             |
| Nova Zelândia (NZ Top 10 Heatseekers Singles)          | 2              |
| Países Baixos (MegaCharts)                             | 42             |
| Polônia (Związek Producentów Audio Video)              | 28             |
| Reino Unido (UK Singles Chart)                         | 81             |
| Chéquia (IFPI Česká Republika)                         | 12             |
| Suécia (Sverigetopplistan)                             | 37             |
| Suíça (Schweizer Hitparade)                            | 47             |
| Venezuela (Record Report)                              | 83             |

| Tabela musical (2016)                                  | Posição |
| ------------------------------------------------------ | ------- |
| Canadá (Canadian Hot 100)                              | 34      |
| Estados Unidos (Billboard Hot 100)                     | 40      |
| Estados Unidos (Pop Songs)                             | 20      |
| Estados Unidos (Adult Pop Songs)                       | 28      |
| Estados Unidos (Adult Contemporary)                    | 28      |
| França (Syndicat National de l'Édition Phonographique) | 145     |

| País (Empresa)             | Certificação |
| -------------------------- | ------------ |
| Brasil (Pro-Música Brasil) | 2× Platina   |
| Canadá (Music Canada)      | 2× Platina   |
| Dinamarca (IFPI Dinamarca) | Platina      |
| Estados Unidos (RIAA)      | 3× Platina   |
| Itália (FIMI)              | Ouro         |
| Nova Zelândia (RMNZ)       | Ouro         |
| Polônia (ZPAV)             | Platina      |
| Suécia (GLF)               | Platina      |

## Histórico de lançamento
| País           | Data                   | Formato                                | Gravadora(s)        |
| -------------- | ---------------------- | -------------------------------------- | ------------------- |
| Mundo          | 9 de setembro de 2015  | Estreia online                         | Interscope, Polydor |
| Estados Unidos | 10 de setembro de 2015 | Download digital                       | Interscope          |
| Reino Unido    | 10 de setembro de 2015 | Download digital                       | Polydor             |
| Estados Unidos | 6 de outubro de 2015   | Rádios mainstream                      | Interscope          |
| Estados Unidos | 20 de outubro de 2015  | Rádios rhythmic                        | Interscope          |
| Estados Unidos | 20 de novembro de 2015 | Conjunto de remixes                    | Interscope          |
| Itália         | 20 de novembro de 2015 | Rádios mainstream                      | Universal           |
| Reino Unido    | 20 de novembro de 2015 | Conjunto de remixes                    | Polydor             |
| Estados Unidos | 5 de janeiro de 2016   | Download digital (Grey Remix)          | Interscope          |
| Reino Unido    | 5 de janeiro de 2016   | Download digital (Grey Remix)          | Polydor             |
| Estados Unidos | 8 de janeiro de 2016   | Download digital (remix com Fetty Wap) | Interscope          |